# Pentarchie (Europa)

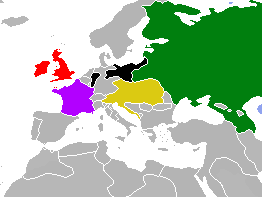
Europäische Großmächte um 1840:
Großbritannien
Frankreich
Preußen
Österreich
Russland

Pentarchie (griechisch für Fünfherrschaft) bezeichnet das bewegliche, mehrpolige System internationaler Beziehungen in Europa, das vom Ende des 18. an und besonders im 19. inklusive frühen 20. Jahrhundert von der Dominanz von vier, später fünf Mächten („Europäisches Konzert der Großmächte“) geprägt war und das zwischen diesen postulierte, angestrebte oder tatsächlich herrschende Gleichgewicht der Kräfte. Diese Pentarchie-Mächte waren Frankreich, Österreich, Großbritannien, Russland und Preußen.

## 18. Jahrhundert
In der Folge des Österreichischen Erbfolgekrieges und Siebenjährigen Krieges hatte sich Preußen in den 1760er-Jahren als nunmehr fünfte Großmacht in Europa etabliert. Damit endete die seit 1659 vorherrschende Position Frankreichs in Europa. Fortan schien keine der fünf Mächte allein stark genug, die anderen zu dominieren, was den Frieden zumindest bis zum Ausbruch der Französischen Revolution und der napoleonischen Kriege förderte. Allerdings ist die Entstehung einer echten Pentarchie bereits im späten 18. Jahrhundert sehr umstritten, da die Ebenbürtigkeit der fünf Großmächte so noch nicht gegeben war: Insbesondere Frankreich stellte weiterhin die mit Abstand stärkste Militärmacht dar, während Preußen deutlich die kleinste Großmacht war. Was aber die Zeit bis 1750 von der habsburgisch-französischen Dauerrivalität prägte, war ab dem Renversement des alliances die österreichisch-preußische Rivalität (Deutscher Dualismus) und die propagandistisch aufgebaute deutsch-französische Erbfeindschaft für Mitteleuropa bestimmend.

## 19. Jahrhundert

### Entstehung

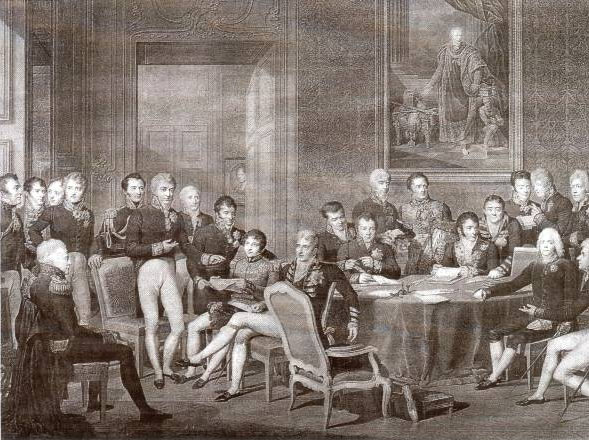
Wiener Kongress 1815, Zeichnung von 1819

Von der europäischen Pentarchie als einem weltpolitischen System spricht man vor allem in Bezug auf die erste Hälfte des 19. Jahrhunderts. Gemeint ist das sogenannte Wiener System von 1815 bis 1853, das auch Europäisches Konzert der Mächte genannt wird. Nach den napoleonischen Kriegen vereinbarten die vier Siegermächte auf dem Wiener Kongress Regelungen, die den Status quo (die bestehende Ordnung, außen- wie innenpolitisch) verteidigen sollten. In erster Linie dachten die Siegermächte Großbritannien, Russland, Österreich und Preußen an eine Verteidigung gegenüber Frankreich, in dem man nach wie vor revolutionäre Tendenzen vermutete. Die konservativen Ostmächte Russland, Österreich und Preußen vereinbarten dazu eine Heilige Allianz, um das monarchische Prinzip durchzusetzen, im Gegensatz zum modernen Nationalstaat, wie das revolutionäre Frankreich ihn zumindest propagiert hatte.
Es entwickelte sich aber rasch ein System, in dem sowohl Frankreich als auch die vier Siegermächte als sogenannte Pentarchie den Status quo bewahrten. Es ging darum, Kriege zwischen den Großmächten zu verhindern, aber auch, dass eine Großmacht sich nicht durch Eroberung und Einverleibung eines kleineren Landes in Europa vergrößerte. Dies hätte das Gleichgewicht gefährdet. Schließlich bekämpfte die Pentarchie revolutionäre, liberale oder soziale Erhebungen in den europäischen Ländern. Damit ähnelte die Pentarchie dem Deutschen Bund, der in Deutschland diese Bewegungen unterdrückte.

### Beispiele
- 1823 griff Frankreich mit Truppen in Spanien ein, nachdem 1821 eine Rebellion eine Verfassung durchgesetzt hatte. Spanien wurde wieder absolute Monarchie.
- In der Orientkrise 1839–1840 verhinderten die Großmächte, dass Ägypten sich vom Osmanischen Reich unabhängig machte; dies war ein Ziel Frankreichs gewesen.
- Als sich im Jahr 1830 in der Belgischen Revolution der südliche Landesteil vom Königreich der Vereinigten Niederlande lossagte, überlegte Frankreich, den französischsprachigen Teil zu annektieren. Mit Rücksicht auf Großbritannien unterblieb dies.
- 1848–1849 schlugen russische Truppen die Erhebung im österreichisch beherrschten Ungarn nieder.
- 1848–1851 bekämpfte Dänemark die deutsche Nationalerhebung in den zum Dänischen Gesamtstaat gehörenden Herzogtümern Schleswig und Holstein (Schleswig-Holsteinischer Krieg). Preußen musste auf Druck Großbritanniens seine Unterstützung für die deutsche Bewegung in den Herzogtümern einstellen, und das Londoner Protokoll (1852), unterzeichnet von den fünf Großmächten, schrieb den Status quo fest.
- 1863–1864 bezog Dänemark nach dem Scheitern der Gesamtstaatsverfassung Schleswig unter Ausschluss von Holstein in die Novemberverfassung ein, womit es gegen die Bestimmungen zum Gesamtstaat des Londoner Protokolls von 1852 verstieß. Eine Vermittlung der Großmächte zwischen Dänemark und Preußen auf der Londoner Konferenz 1864 schlug fehl. Der Deutsch-Dänische Krieg führte zu einer vorübergehenden Verwaltung der Herzogtümer durch die beiden Sieger, Österreich und Preußen. Preußen annektierte die Gebiete 1866.

### Ende des Systems
Nachdem das Wiener System mehrere Krisen überstanden hatte, kam es zum Krimkrieg (1853–1856). Er begann als ein weiterer russisch-türkischer Krieg. Dann aber kamen die westlichen Mächte dem Osmanischen Reich gegen Russland zu Hilfe, um eine weitere russische Machtausdehnung zu verhindern. Nach jahrelangen Kämpfen vor allem auf der russischen Halbinsel Krim am Schwarzen Meer endete der Krieg im Wesentlichen mit der Wiederherstellung des Status quo ante. Russland musste auf die zwischenzeitlich besetzten osmanischen Donaufürstentümer verzichten (Teile des heutigen Rumänien) und Einschränkungen seiner Flottenpolitik hinnehmen.
„Damit waren der russische Zar aus dem Konzert der Pentarchie ausgeschieden und der Grundsatz der von allen Akteuren besorgten Bewahrung des Status quo aufgegeben“, so der Historiker Harald Kleinschmidt. Vor allem das Verhältnis zwischen Österreich und Russland war dauerhaft zerrüttet, und noch mehrmals wurde die Aufteilung des Balkans zum Streitthema. Preußen hingegen war im Krieg neutral geblieben und näherte sich damit Russland an, während die Entfremdung zwischen Preußen und Österreich zunahm. Dies sollte sich in späteren Kriegen noch als bedeutsam erweisen. Dann folgten ungefähr in den 1860er-Jahren drei Kriege zwischen Großmächten, die das System der Pentarchie und die politische Landschaft Europas nachhaltig veränderten. Sie schufen mit Italien und Deutschland zwei neue Nationalstaaten. Je zwei der Kriege führten Frankreich, Österreich und Preußen gegeneinander.

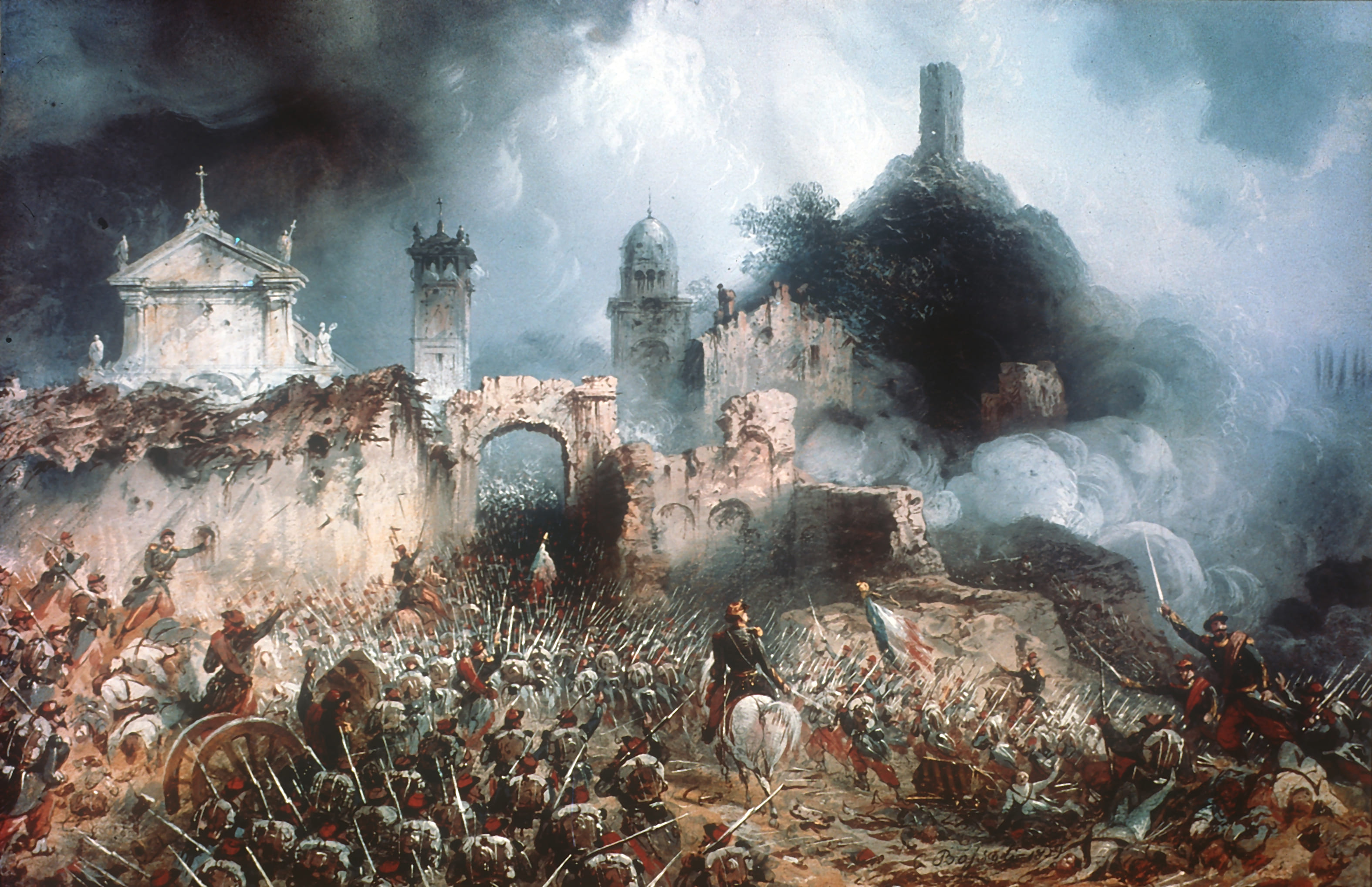
Gemälde aus der Schlacht von Solferino, 1859. Diese Schlacht mit vielen unversorgt bleibenden Verletzten brachte Henri Dunant dazu, das Rote Kreuz zu gründen.

Der französisch-österreichische Krieg oder Sardinische Krieg von 1859 war von Sardinien provoziert worden, um italienischsprachige Gebiete Österreichs zu erobern. Der Bündnispartner Frankreich erhielt schließlich vom unterlegenen Österreich die Lombardei und reichte diese an Sardinien weiter. Sowohl Frankreich als auch Österreich gingen durch die Kriegskosten geschwächt aus der Auseinandersetzung hervor; allerdings trat Sardinien an Frankreich Savoyen und Nizza ab. Frankreichs Kaiser Napoleon III. hatte geglaubt, die mittelitalienischen Staaten unter seine Kontrolle bekommen zu können; diese schlossen sich aber 1860/1861 mit Süditalien Sardinien an. So entstand das neue Königreich Italien, das sich Frankreich nicht unbedingt als dankbar erwies.
Einen ähnlichen Fehler machte Napoleon III. 1865, als er den preußischen Ministerpräsidenten Otto von Bismarck zu einer Auseinandersetzung mit Österreich ermunterte. Auch diesmal erhoffte er sich, Einfluss auf die deutschen Staaten erlangen zu können, und war davon ausgegangen, für seine wohlwollende Neutralität Teile Westdeutschlands wie etwa Luxemburg zu erhalten. Der preußisch-österreichische oder Deutsche Krieg vom Sommer 1866 endete dann überraschend schnell mit einem Sieg Preußens. Preußen brachte daraufhin ganz Norddeutschland durch Annexion oder Eingliederung in den Norddeutschen Bund in seinen Machtbereich, und aus dem vermeintlichen Juniorpartner Preußen wurde der Hauptgegner Frankreichs.
Nach mehreren preußisch-französischen Krisen in der Diplomatie, beispielsweise der Luxemburgkrise von 1867, erklärte Frankreich am 19. Juli 1870 Preußen den Krieg. Entgegen den Erwartungen Frankreichs schlossen sich die süddeutschen Staaten Preußen im Deutsch-Französischen Krieg an. Noch während des Krieges traten diese Staaten dem Norddeutschen Bund bei, so dass das Deutsche Reich von 1871 entstand.
Innerhalb weniger Jahre war Preußen-Deutschland an die Stelle Frankreichs getreten, als halbhegemoniale Macht in Europa zwischen der Seemacht Großbritannien und der Landmacht Russland. Österreich wurde 1867 durch den Österreichisch-Ungarischen Ausgleich zu Österreich-Ungarn und galt allenfalls als zweitrangige Großmacht. Gleichzeitig kam Italien als (sechste) neue Großmacht hinzu. In der Folge bildeten sich mehrere gegeneinander gerichtete Bündnissysteme zwischen den Großmächten, und auch der aufkommende Imperialismus fachte weitere Rivalitäten an.